# Flin
Flin és un municipi francès situat al departament de Meurthe i Mosel·la i a la regió del Gran Est. L'any 2007 tenia 371 habitants.

## Demografia

### Població
El 2007 la població de fet de Flin era de 371 persones. Hi havia 153 famílies, de les quals 51 eren unipersonals (16 homes vivint sols i 35 dones vivint soles), 43 parelles sense fills, 43 parelles amb fills i 16 famílies monoparentals amb fills.
La població ha evolucionat segons el següent gràfic:
Habitants censats

### Habitatges
El 2007 hi havia 178 habitatges, 152 eren l'habitatge principal de la família, 13 eren segones residències i 13 estaven desocupats. 159 eren cases i 18 eren apartaments. Dels 152 habitatges principals, 117 estaven ocupats pels seus propietaris, 33 estaven llogats i ocupats pels llogaters i 2 estaven cedits a títol gratuït; 2 tenien una cambra, 1 en tenia dues, 9 en tenien tres, 29 en tenien quatre i 111 en tenien cinc o més. 113 habitatges disposaven pel capbaix d'una plaça de pàrquing. A 60 habitatges hi havia un automòbil i a 68 n'hi havia dos o més.

### Piràmide de població
La piràmide de població per edats i sexe el 2009 era:
| Homes | Edats   | Dones |
| ----- | ------- | ----- |
| 0     | 95 o +  | 0     |
| 0     | 90 a 94 | 4     |
| 4     | 85 a 89 | 4     |
| 0     | 80 a 84 | 0     |
| 8     | 75 a 79 | 12    |
| 12    | 70 a 74 | 12    |
| 8     | 65 a 69 | 8     |
| 8     | 60 a 64 | 16    |
| 8     | 55 a 59 | 0     |
| 4     | 50 a 54 | 4     |
| 16    | 45 a 49 | 4     |
| 12    | 40 a 44 | 12    |
| 20    | 35 a 39 | 16    |
| 12    | 30 a 34 | 20    |
| 4     | 25 a 29 | 8     |
| 4     | 20 a 24 | 0     |
| 20    | 15 a 19 | 16    |
| 16    | 10 a 14 | 4     |
| 4     | 5 a 9   | 24    |
| 8     | 0 a 4   | 16    |

## Economia
El 2007 la població en edat de treballar era de 219 persones, 156 eren actives i 63 eren inactives. De les 156 persones actives 141 estaven ocupades (74 homes i 67 dones) i 15 estaven aturades (8 homes i 7 dones). De les 63 persones inactives 26 estaven jubilades, 19 estaven estudiant i 18 estaven classificades com a «altres inactius».

### Ingressos
El 2009 a Flin hi havia 151 unitats fiscals que integraven 368,5 persones, la mediana anual d'ingressos fiscals per persona era de 16.632 €.

### Activitats econòmiques
Dels 15 establiments que hi havia el 2007, 1 era d'una empresa de fabricació d'altres productes industrials, 5 d'empreses de construcció, 1 d'una empresa de comerç i reparació d'automòbils, 2 d'empreses de transport, 1 d'una empresa d'hostatgeria i restauració, 1 d'una empresa financera, 2 d'empreses de serveis, 1 d'una entitat de l'administració pública i 1 d'una empresa classificada com a «altres activitats de serveis».
Dels 6 establiments de servei als particulars que hi havia el 2009, 1 era un taller de reparació d'automòbils i de material agrícola, 1 guixaire pintor, 1 lampisteria, 2 empreses de construcció i 1 restaurant.
L'any 2000 a Flin hi havia 11 explotacions agrícoles que ocupaven un total de 808 hectàrees.

## Equipaments sanitaris i escolars
L'únic equipament sanitari que hi havia el 2009 era un centre de salut.
El 2009 hi havia una escola maternal integrada dins d'un grup escolar amb les comunes properes formant una escola dispersa.

## Poblacions més properes
El següent diagrama mostra les poblacions més properes.